# City pop
Il city pop (シ テ ィ ー ポ ッ プ, shitī poppu) è un sottogenere di musica pop che ha avuto origine in Giappone alla fine degli anni settanta. Fu originariamente definito come una derivazione della "nuova musica" del Giappone occidentalizzato, ma arrivò a includere una vasta gamma di stili associati al nascente boom economico del paese, come soft rock, album-oriented rock, R&B, funk e boogie.
Il genere raggiunse l'apice della sua popolarità negli anni ottanta, prima di perdere il fascino tradizionale. Dagli anni 2010, però, il city pop ha guadagnato un nuovo seguito online a livello internazionale, oltre a diventare una pietra miliare per i microgeneri vaporwave e future funk.